# تمگاوان
تمگاوان، روستایی از توابع بخش مرکزی شهرستان جیرفت در استان کرمان ایران است.

## جمعیت
این روستا در دهستان دولت‌آباد قرار دارد. براساس سرشماری مرکز آمار ایران در سال ۱۳۸۵، جمعیت آن ۳۵۵ نفر (۸۰ خانوار)، براساس سرشماری مرکز آمار ایران در سال ۱۳۹۰، جمعیت آن ۳۲۱ نفر (۸۸ خانوار) و براساس سرشماری مرکز آمار ایران در سال ۱۳۹۵، جمعیت آن ۳۲۲ نفر (۹۳ خانوار) بوده است.